# Resolutie 2203 Veiligheidsraad Verenigde Naties
Resolutie 2203 van de Veiligheidsraad van de Verenigde Naties werd op 18 februari 2015 met unanimiteit aangenomen door de VN-Veiligheidsraad en verlengde het VN-kantoor in Guinee-Bissau verder met een jaar. Ook de prioriteiten van het kantoor werden herzien na een rapport over de missie in januari 2015.

## Achtergrond
Guinee-Bissau werd in 1973 onafhankelijk van Portugal en kende in 1994 voor het eerst verkiezingen. In 1998 kwam het leger echter in opstand, werd de president afgezet en ontstond de Guinee-Bissause burgeroorlog. Uiteindelijk werden pas eind 1999 nieuwe presidentsverkiezingen gehouden. In 2003 werd hij na een chaotische regeerperiode door het leger afgezet. In 2004 leidde muiterij in het leger tot onrust in het land. Nieuwe presidentsverkiezingen in 2005 brachten de in 1998 afgezette president opnieuw aan de macht. In 2009 werd hij vermoord door soldaten en volgden wederom presidentsverkiezingen. In 2010 was er onrust binnen het leger en in 2011 een couppoging tegen de nieuwe president. Die lag op dat moment met een slechte gezondheid in een Frans ziekenhuis en stierf daar in 2012. Er werden wederom verkiezingen uitgeschreven waarvoor vreedzaam campagne werd gevoerd. In april 2012 pleegde een deel van het leger echter een staatsgreep en werd onder meer de interim-president vastgezet. De verkiezingen werden vervolgens afgelast en er werd een militair bewind gevestigd. In 2014 pas werden opnieuw verkiezingen gehouden en werd José Mario Vaz tot nieuwe president verkozen.

## Inhoud
Het mandaat van het Geïntegreerd VN-Vredesopbouwkantoor in Guinee-Bissau werd met twaalf maanden verlengd, tot 29 februari 2016. Het kantoor moest zich richten op de volgende prioriteiten:
a. De politieke dialoog en nationale verzoening ondersteunen en meewerken aan akkoorden over belangrijke politieke kwesties.
b. De autoriteiten strategisch en technisch adviseren bij het hervormen van de veiligheidsdiensten en justitie.
c. De internationale hulp aan het land mee coördineren.
De autoriteiten in Guinee-Bissau, waaronder het leger en de politieke partijen, en de bevolking moesten samenwerken om de diepere oorzaken van de instabiliteit in het land op te lossen. Speciale aandacht moest daarbij gaan naar de relatie tussen de politiek en het leger, de ineffectiviteit van de staatsinstellingen en ordehandhaving, straffeloosheid, mensenrechtenschendingen, armoede en gebrekkige basisdienstverlening.
In maart 2015 was een internationale donorconferentie voor Guinee-Bissau gepland in Brussel. De internationale gemeenschap werd aangespoord om in de nodige middelen te voorzien om de hervormingen in het land mogelijk te maken.

## Verwante resoluties
- Resolutie 2157 Veiligheidsraad Verenigde Naties (2014)
- Resolutie 2186 Veiligheidsraad Verenigde Naties (2014)
- Resolutie 2267 Veiligheidsraad Verenigde Naties (2016)

Lijst ·  2196 ·  2197 ·  2198 ·  2199 ·  2200 ·  2201 ·  2202 ·  2203 ·  2204 ·  2205 ·  2206 ·  2207 ·  2208 ·  2209 ·  2210 ·  2211 ·  2212 ·  2213 ·  2214 ·  2215 ·  2216 ·  2217 ·  2218 ·  2219 ·  2220 ·  2221 ·  2222 ·  2223 ·  2224 ·  2225 ·  2226 ·  2227 ·  2228 ·  2229 ·  2230 ·  2231 ·  2232 ·  2233 ·  2234 ·  2235 ·  2236 ·  2237 ·  2238 ·  2239 ·  2240 ·  2241 ·  2242 ·  2243 ·  2244 ·  2245 ·  2246 ·  2247 ·  2248 ·  2249 ·  2250 ·  2251 ·  2252 ·  2253 ·  2254 ·  2255 ·  2256 ·  2257 ·  2258 ·  2259